# Halasinahalli, Channarayapatna
Halasinahalli là một làng thuộc tehsil Channarayapatna, huyện Hassan, bang Karnataka, Ấn Độ.